# Barr (Bas-Rhin)
Pour les articles homonymes, voir Barr.
Barr est une commune française située dans la circonscription administrative du Bas-Rhin et, depuis le 1er janvier 2021, dans le territoire de la collectivité européenne d'Alsace, en région Grand Est.
Cette commune se trouve dans la région historique et culturelle d'Alsace.
Ses habitants sont appelés les Barrois.

## Géographie

Représentations cartographiques de la commune
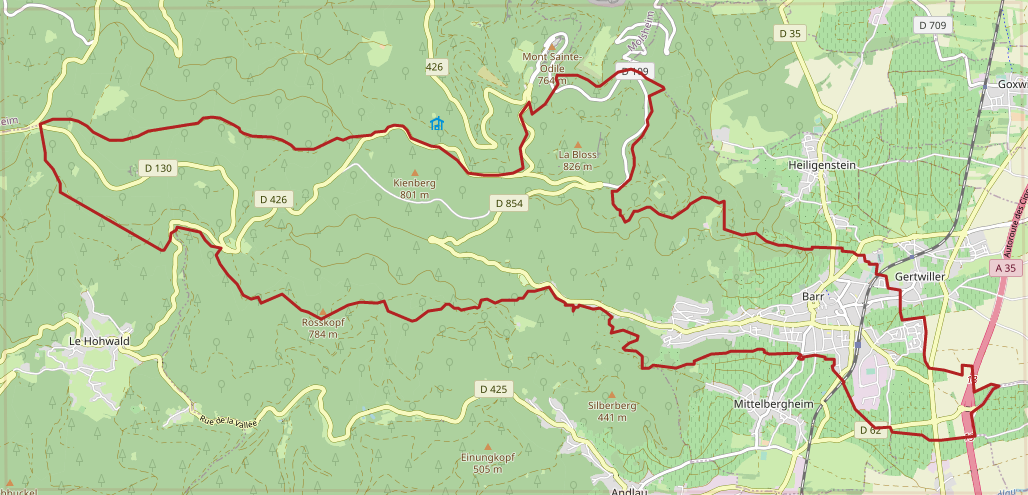
Carte OpenStreetMap.
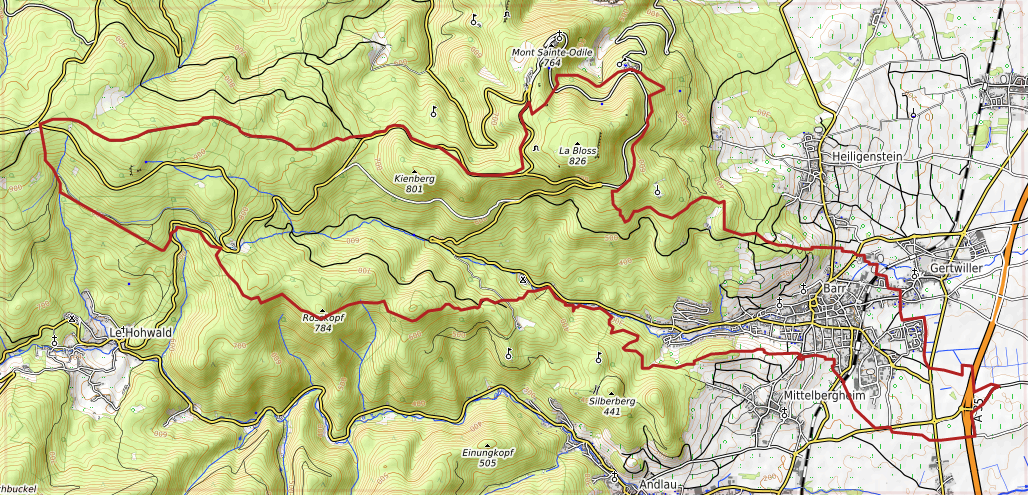
Carte topographique.

### Localisation
La localité s’appuie sur les contreforts du massif des Vosges au pied du mont Sainte-Odile et à 8 km au sud d'Obernai.
Elle est traversée par la Kirneck, affluent de l’Andlau et sous-affluent de l’Ill.
Barr est capitale viticole d’Alsace avec sa plus ancienne foire aux vins d’Alsace (plus de 100 ans) et son historique « Fête des vendanges » qui se déroule traditionnellement le premier week-end d’octobre.
Barr se situe sur la Route des Vins d'Alsace. 

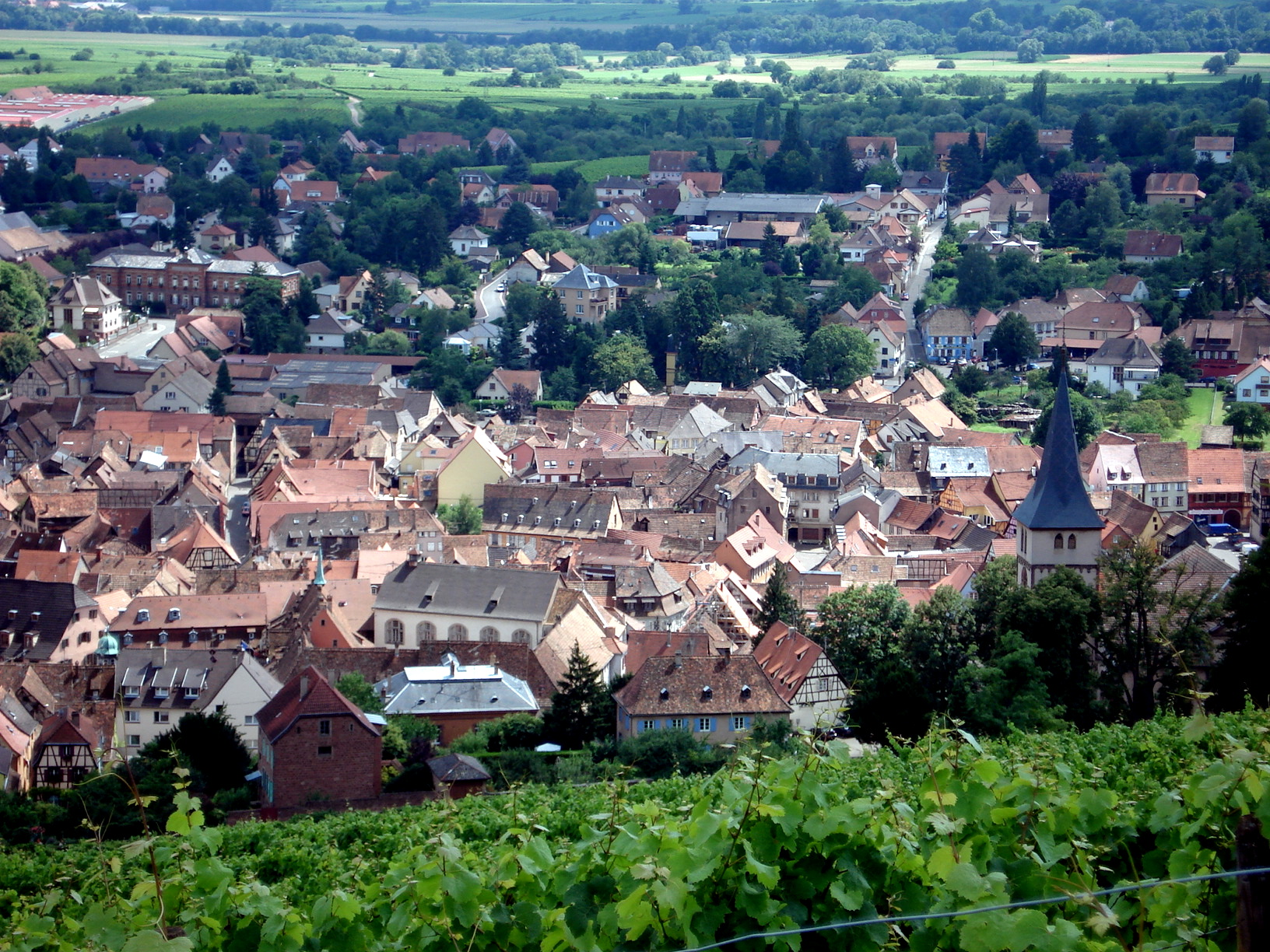
Barr : vue générale. À l'avant-plan, vignobles sur le coteau.

### Communes limitrophes
Les communes limitrophes sont Heiligenstein, Andlau, Gertwiller, Le Hohwald, Mittelbergheim, Obernai, Ottrott, Saint-Nabor, Saint-Pierre et Zellwiller.
| Ottrott    | Saint-Nabor, Obernai   | Heiligenstein Gertwiller |
|            | Barr                   | Zellwiller               |
| Le Hohwald | Andlau, Mittelbergheim | Saint-Pierre             |

### Hydrographie

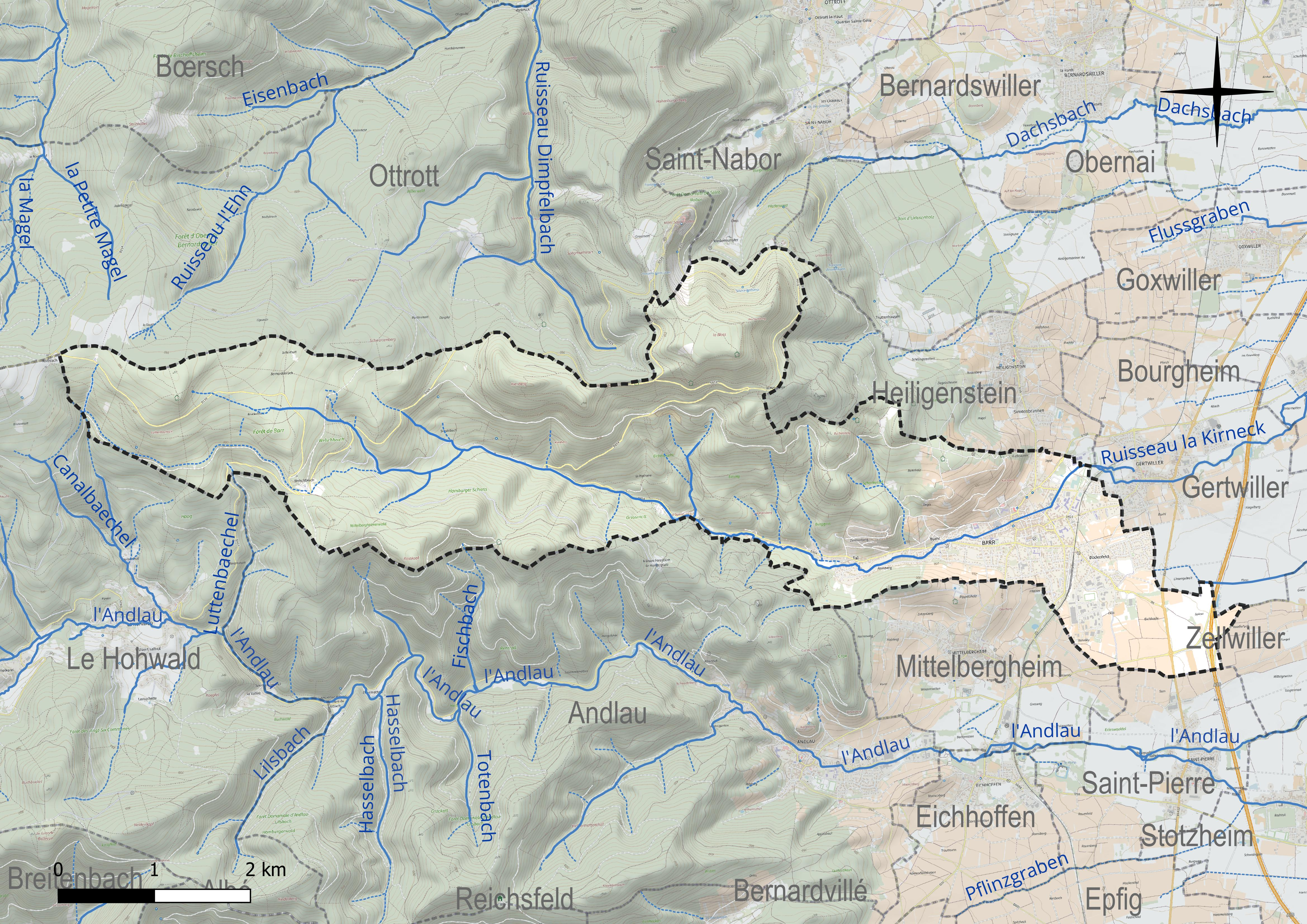
Réseau hydrographique de Barr.

La commune est dans le bassin versant du Rhin au sein du bassin Rhin-Meuse. Elle est drainée par le ruisseau la Kirneck, le ruisseau Grand Breitenbach et le ruisseau Luttenbaechel,.
La Kirneck, d'une longueur de 18 km, prend sa source dans la commune  et se jette  dans l'Andlau à Westhouse, après avoir traversé sept communes.

### Climat
Pour des articles plus généraux, voir Climat du Grand Est et Climat du Bas-Rhin.
En 2010, le climat de la commune est de type climat des marges montargnardes, selon une étude du Centre national de la recherche scientifique s'appuyant sur une série de données couvrant la période 1971-2000. En 2020, Météo-France publie une typologie des climats de la France métropolitaine dans laquelle la commune est exposée à un climat semi-continental et est dans la région climatique  Vosges, caractérisée par une pluviométrie très élevée (1 500 à 2 000 mm/an) en toutes saisons et un hiver rude (moins de 1 °C). 
Pour la période 1971-2000, la température annuelle moyenne est de 10,3 °C, avec une amplitude thermique annuelle de 18 °C. Le cumul annuel moyen de précipitations est de 774 mm, avec 9,5 jours de précipitations en janvier et 10 jours en juillet. Pour la période 1991-2020, la température moyenne annuelle observée sur la station météorologique de Météo-France la plus proche, « Le Hohwald_sapc », sur la commune du Hohwald à 9 km à vol d'oiseau, est de 8,8 °C et le cumul annuel moyen de précipitations est de 1 129,1 mm. 
La température maximale relevée sur cette station est de 35,6 °C, atteinte le 25 juillet 2019 ; la température minimale est de −20,5 °C, atteinte le 7 février 1991,,. 
| Mois                                  | jan.             | fév.             | mars           | avril         | mai             | juin           | jui.          | août           | sep.         | oct.          | nov.           | déc.           | année      |
| ------------------------------------- | ---------------- | ---------------- | -------------- | ------------- | --------------- | -------------- | ------------- | -------------- | ------------ | ------------- | -------------- | -------------- | ---------- |
| Température minimale moyenne (°C)     | −2               | −2,2             | 0,3            | 3             | 6,8             | 10             | 11,7          | 11,8           | 8,5          | 5,3           | 1,3            | −1,1           | 4,5        |
| Température moyenne (°C)              | 1                | 1,4              | 4,6            | 8             | 11,9            | 15,4           | 17,3          | 17,2           | 13,2         | 9,2           | 4,6            | 1,8            | 8,8        |
| Température maximale moyenne (°C)     | 4                | 4,9              | 8,8            | 13,1          | 17,1            | 20,8           | 22,9          | 22,7           | 18           | 13,2          | 7,8            | 4,7            | 13,2       |
| Record de froid (°C) date du record   | −15,5 02.01.1997 | −20,5 07.02.1991 | −18,1 01.03.05 | −8,6 04.04.22 | −2,6 15.05.1995 | 0,5 05.06.1991 | 3,1 23.07.08  | 2,6 30.08.1998 | 0 18.09.1996 | −6,2 29.10.12 | −12 23.11.1998 | −20,2 20.12.09 | −20,5 1991 |
| Record de chaleur (°C) date du record | 16,8 30.01.02    | 19,1 25.02.21    | 22,2 31.03.21  | 26,7 28.04.12 | 30 29.05.17     | 33,8 30.06.19  | 35,6 25.07.19 | 34,8 07.08.15  | 30 20.09.03  | 25,6 13.10.23 | 20 07.11.15    | 17,4 24.12.12  | 35,6 2019  |
| Précipitations (mm)                   | 114,1            | 95,7             | 97,8           | 70,4          | 98,5            | 82,9           | 80            | 77,7           | 75,4         | 104,5         | 102,5          | 129,6          | 1 129,1    |

| Diagramme climatique                                  |             |            |           |             |            |            |              |           |              |             |              |
| J                                                     | F           | M          | A         | M           | J          | J          | A            | S         | O            | N           | D            |
| 4−2114,1                                              | 4,9−2,295,7 | 8,80,397,8 | 13,1370,4 | 17,16,898,5 | 20,81082,9 | 22,911,780 | 22,711,877,7 | 188,575,4 | 13,25,3104,5 | 7,81,3102,5 | 4,7−1,1129,6 |
| Moyennes : • Temp. maxi et mini °C • Précipitation mm |             |            |           |             |            |            |              |           |              |             |              |

Les paramètres climatiques de la commune ont été estimés pour le milieu du siècle (2041-2070) selon différents scénarios d'émission de gaz à effet de serre à partir des nouvelles projections climatiques de référence DRIAS-2020. Ils sont consultables sur un site dédié publié par Météo-France en novembre 2022.

## Urbanisme

### Typologie
Au 1er janvier 2024, Barr est catégorisée petite ville, selon la nouvelle grille communale de densité à sept niveaux définie par l'Insee en 2022.
Elle appartient à l'unité urbaine de Barr, une agglomération intra-départementale regroupant trois  communes, dont elle est ville-centre,,. Par ailleurs la commune fait partie de l'aire d'attraction de Strasbourg (partie française), dont elle est une commune de la couronne,. Cette aire, qui regroupe 268 communes, est catégorisée dans les aires de 700 000 habitants ou plus (hors Paris),.

### Occupation des sols

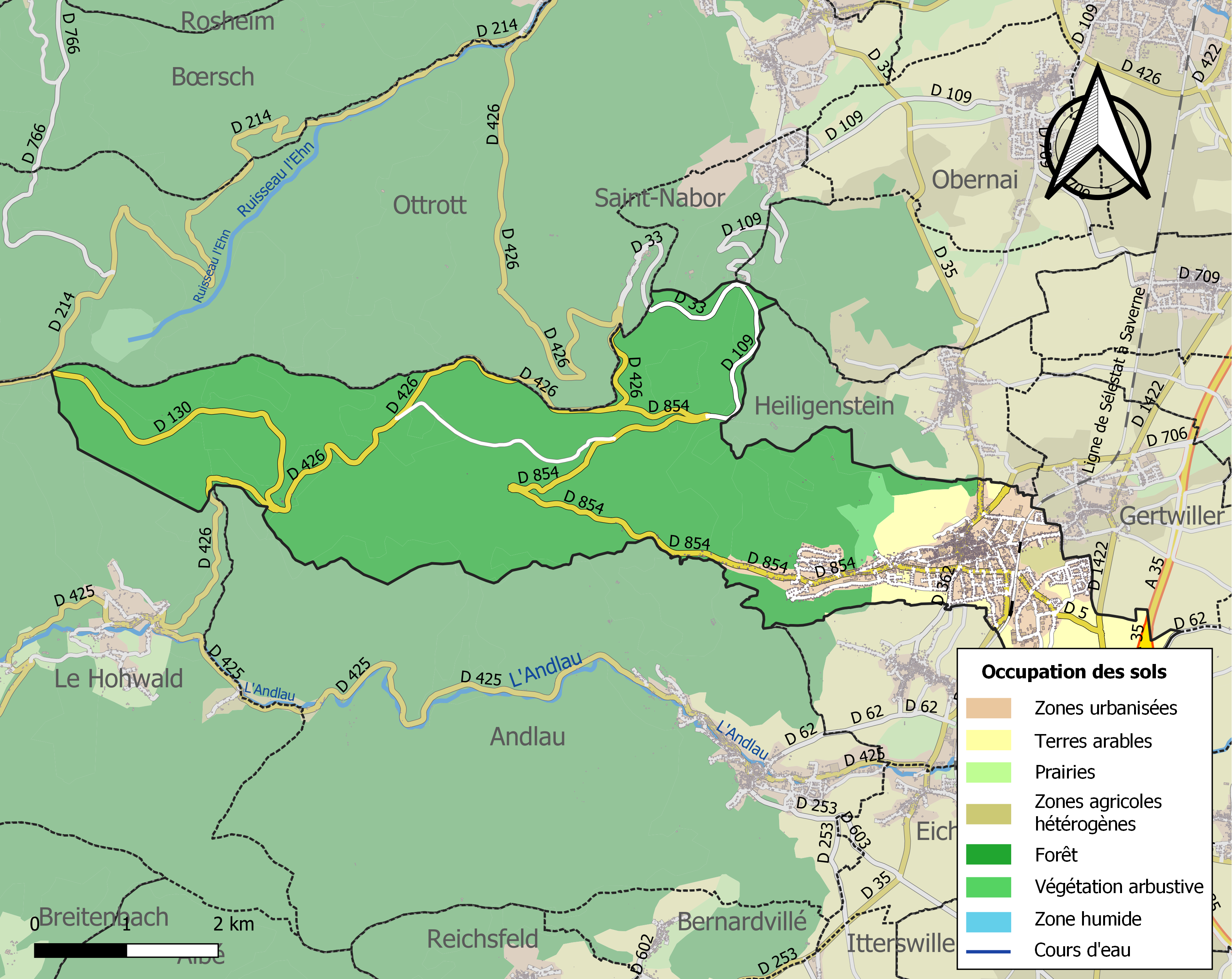
Carte des infrastructures et de l'occupation des sols de la commune en 2018 (CLC).

L'occupation des sols de la commune, telle qu'elle ressort de la base de données européenne d’occupation biophysique des sols Corine Land Cover (CLC), est marquée par l'importance des forêts et milieux semi-naturels (78,6 % en 2018), une proportion sensiblement équivalente à celle de 1990 (78 %). La répartition détaillée en 2018 est la suivante : 
forêts (77,4 %), zones urbanisées (11,5 %), cultures permanentes (7,4 %), terres arables (1,8 %), milieux à végétation arbustive et/ou herbacée (1,2 %), zones agricoles hétérogènes (0,7 %). L'évolution de l’occupation des sols de la commune et de ses infrastructures peut être observée sur les différentes représentations cartographiques du territoire : la carte de Cassini (XVIIIe siècle), la carte d'état-major (1820-1866) et les cartes ou photos aériennes de l'IGN pour la période actuelle (1950 à aujourd'hui).

### Transports et voies de communication
Barr possède une gare TER Grand Est, située à huit minutes à pied du centre-ville. La cadence est de un train toutes les demi-heures.
La ville est desservie par les sorties 12 et 13 de l'autoroute A35.
La véloroute du vignoble d'Alsace (EuroVelo 5) transite par le centre de la ville.
La commune est une étape de la partie vosgienne du sentier de grande randonnée GR 5 et du sentier européen E2.

## Toponymie
Le nom de la localité est attesté sous la forme Barru dès l'an 788.
Bàrr en alémanique.

## Histoire

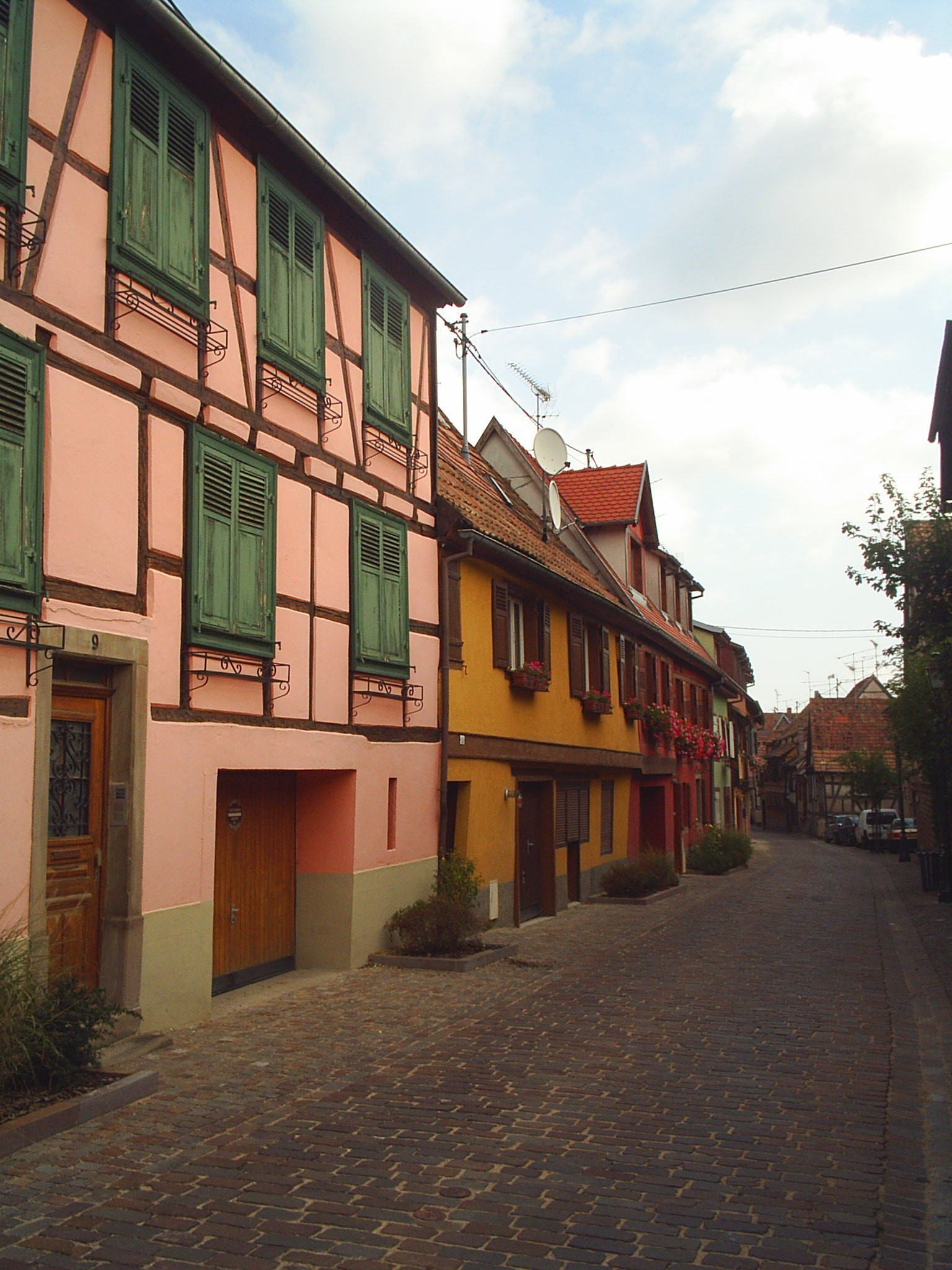
Les façades colorées des maisons dans une rue de Barr.

Même si la première trace écrite, mentionnant le village de Barr sous le nom de Barru, date de l’année 788, les historiens pensent que ce site a été occupé bien avant, comme le prouvent les nombreux vestiges préhistoriques de l’âge du fer et de l’âge du bronze découverts dans le secteur.
À l'origine propriété impériale, la ville fut cédée par les Habsbourg à Nicolas Ziegler en 1522, puis transformée en franc-alleu trois ans plus tard. Par la suite ses fils la vendirent à la ville de Strasbourg, dont elle dut épouser la cause dans la guerre qui opposa Strasbourg protestant aux Lorrains catholiques. En 1592, ceux-ci brûlèrent le château, la maison commune et soixante-dix habitations, et torturèrent plusieurs habitants.
Pendant la guerre de Trente Ans elle eut à souffrir des Impériaux, des Suédois et des Français, mais moins que les villages environnants. Dans le conflit qui opposa Louis XIV à Strasbourg la ville fut occupée par les Français ; le meurtre d'un officier par un habitant amena en représailles l'incendie de la ville..
La reconstruction fut rapide et par la suite Barr ne connut plus de catastrophe de ce genre, même s'il dut supporter le passage de troupes qu'il lui fallut entretenir.
Au XVIIIe siècle, un procès qui devait durer près d'un siècle opposa les localités de la seigneurie de Barr à la ville de Strasbourg, leur suzerain, qui revendiquait la totalité des forêts de sa vassale. En 1763, une première décision en attribua le tiers à Strasbourg ; il y eut appel et ce ne fut qu'en 1836, sous la monarchie de Juillet, que le verdict fut définitivement confirmé. Il y a encore une quarantaine d'années, de vieux Barrois appelaient la partie possédée par Strasbourg d'r g'stohlne Wàld, la forêt volée. Mais on est toujours le voleur de quelqu’un : au XVIIIe siècle également, Strasbourg fit construire, en toute légalité, un petit canal qui détournait vers la Kirneck une partie des eaux qui auraient dû arriver à Andlau, et il y a une cinquantaine d’années, de vieux Andloviens parlaient encore du g'stohlnes Wasser, de l’eau volée. Aujourd’hui, cette affaire elle aussi paraît oubliée de part et d’autre ; il semble même que l’actuelle municipalité barroise ne connaisse plus l’existence du canal (encore entretenu dans les années 1980) et, la nature reprenant ses droits, les eaux retourneront peut-être bientôt à Andlau.
De violents combats y opposèrent en 1944 des Allemands nazis et des soldats américains.
Ouvrages consultés : Annuaire de la Société d'histoire et d'archéologie de Dambach-la-Ville, Barr et Obernai, 1993 (p. 99 et suiv.), 2004, (p. 81 et suiv.).
Le 20 janvier 1992 à 19 h 20, au lieu-dit la Bloss, sur la commune de Barr, un Airbus A320 assurant le vol 148 Air Inter s'écrase sur une crête proche du mont Sainte-Odile faisant 87 morts et laissant 9 survivants.

## Politique et administration

### Liste des maires
| Période                                  | Période                   | Identité                     | Étiquette       | Qualité |
| ---------------------------------------- | ------------------------- | ---------------------------- | --------------- | --- |
| Les données manquantes sont à compléter. |                           |                              |                 | |
| 1935                                     | décembre 1961 (décès)     | Paul Degermann (1897-1961)   |                 | Industriel |
| février 1962                             | mars 1971                 | Louis Klipfel (1903-1983)    |                 | Exploitant viticole |
| mars 1971                                | mars 1989                 | Marcel Krieg (1913-2001)     | DVD             | Médecin |
| mars 1989                                | juin 1995                 | Michel Schwanger (1949-2011) |                 | |
| juin 1995                                | mai 2020                  | Gilbert Scholly (d) (1952- ) | RPR puis UMP-LR | Cadre supérieur retraité Conseiller régional d'Alsace (1998 → 2015) Vice-président du conseil régional d'Alsace (1998 → 2015) Président de la CC du Pays de Barr (2014 → 2020) |
| mai 2020                                 | En cours (au 9 mars 2022) | Nathalie Ernst (d)           | DVD             | Consultante en ressources humaines Conseillère départementale d'Obernai (2015 → 2021) Conseillère d'Alsace (2021 → ) 2e vice-présidente de la CC du Pays de Barr (2020 → )     |

### Jumelages
Barr est jumelée avec les villes de Perros-Guirec (Côtes-d'Armor) et de Trèves. La ville a également été jumelée avec le 12e groupement approvisionnement du 6e régiment du matériel (situé à Gresswiller) à compter du 18 juin 2015 sous le commandement du capitaine Gabriel REALIS, et a pris fin lors de la dissolution du groupement.

## Population et société

### Démographie

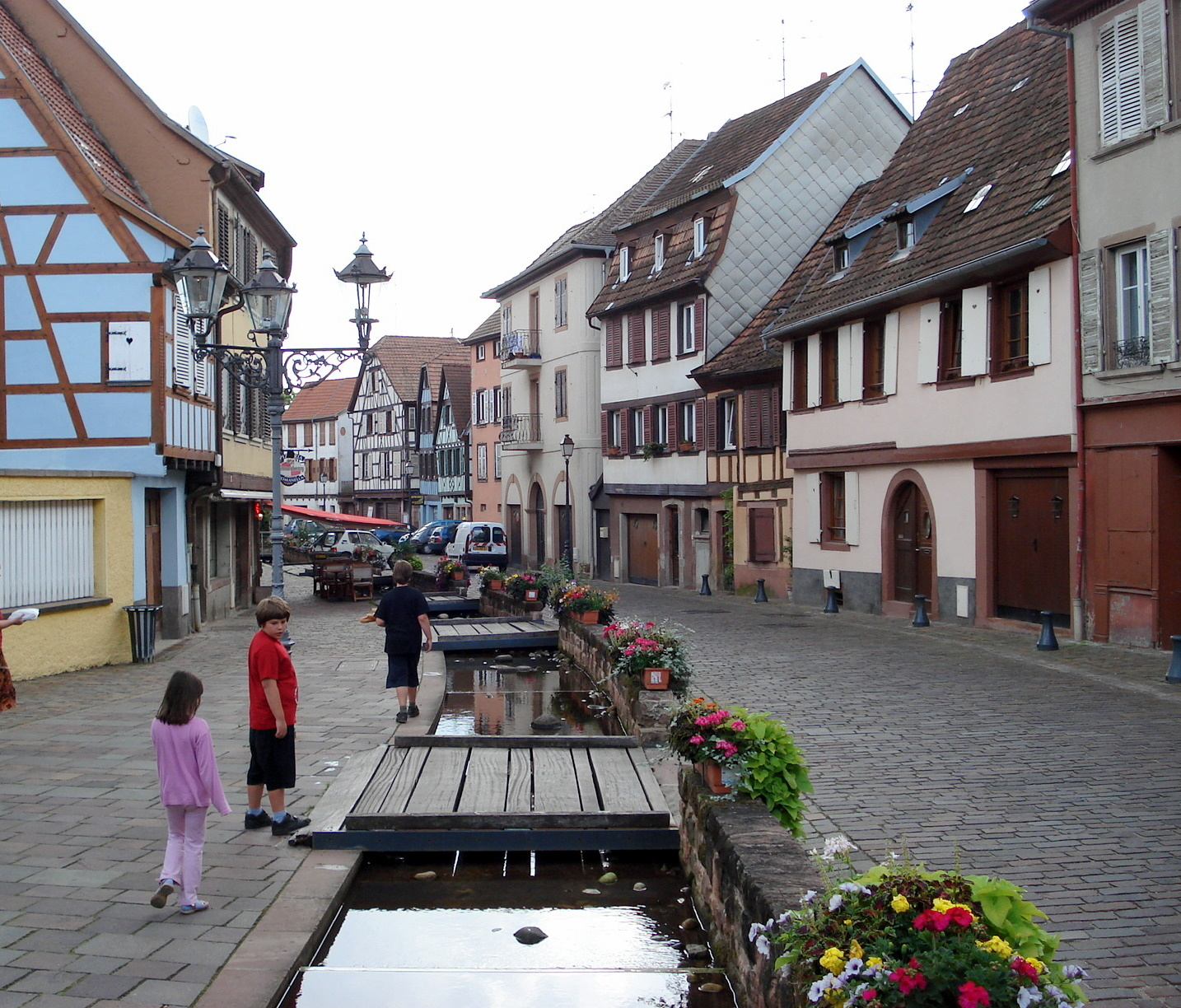
Rue du Centre-ville.

L'évolution du nombre d'habitants est connue à travers les recensements de la population effectués dans la commune depuis 1793. Pour les communes de moins de 10 000 habitants, une enquête de recensement portant sur toute la population est réalisée tous les cinq ans, les populations de référence des années intermédiaires étant quant à elles estimées par interpolation ou extrapolation. Pour la commune, le premier recensement exhaustif entrant dans le cadre du nouveau dispositif a été réalisé en 2005.

En 2022, la commune comptait 7 086 habitants, en évolution de −1,79 % par rapport à 2016 (Bas-Rhin : +3,17 %, France hors Mayotte : +2,11 %).
| 1793  | 1800  | 1806  | 1821  | 1831  | 1836  | 1841  | 1846  | 1851  |
| ----- | ----- | ----- | ----- | ----- | ----- | ----- | ----- | ----- |
| 3 771 | 3 996 | 4 143 | 4 091 | 4 324 | 4 521 | 4 095 | 4 185 | 4 345 |

| 1856  | 1861  | 1866  | 1871  | 1875  | 1880  | 1885  | 1890  | 1895  |
| ----- | ----- | ----- | ----- | ----- | ----- | ----- | ----- | ----- |
| 4 737 | 4 877 | 5 082 | 5 655 | 5 945 | 5 857 | 5 646 | 5 678 | 5 576 |

| 1900  | 1905  | 1910  | 1921  | 1926  | 1931  | 1936  | 1946  | 1954  |
| ----- | ----- | ----- | ----- | ----- | ----- | ----- | ----- | ----- |
| 5 243 | 5 022 | 4 934 | 4 176 | 4 185 | 4 278 | 4 389 | 4 430 | 4 322 |

| 1962  | 1968  | 1975  | 1982  | 1990  | 1999  | 2005  | 2006  | 2010  |
| ----- | ----- | ----- | ----- | ----- | ----- | ----- | ----- | ----- |
| 4 207 | 4 268 | 4 157 | 4 511 | 4 839 | 5 892 | 6 417 | 6 599 | 6 830 |

| 2015  | 2020  | 2022  | - | - | - | - | - | - |
| ----- | ----- | ----- | - | - | - | - | - | - |
| 7 246 | 7 174 | 7 086 | - | - | - | - | - | - |

## Économie
Le commerce à Barr se développe depuis quelques années, de nombreux commerces s'ouvrent. Une nouvelle association de commerçants et artisans, POINTBARR, a été créée en mai 2012 et compte 47 adhérents au 1er avril 2013.

## Culture locale et patrimoine

### Lieux et monuments
- Église protestante Saint-Martin[26],[27],[28] et cimetières de protestants[29] et de catholiques[30].

- Caserne, église Saint-Martin, école[31] et son orgue. Buffet réalisé par Stiehr Mockers et instrument conçu par Kriess[32],[33].

- L'ancienne synagogue a dû être détruite en 1982 à la suite de l'effondrement d'un pilier d'angle, mais les vitraux de la synagogue ont été réemployés au profit de l'oratoire de la Meinau[34] et certaines pierres, dont les tables de la Loi, sont présentées dans le parc de la Fondation Elisa à Strasbourg[35],[36].

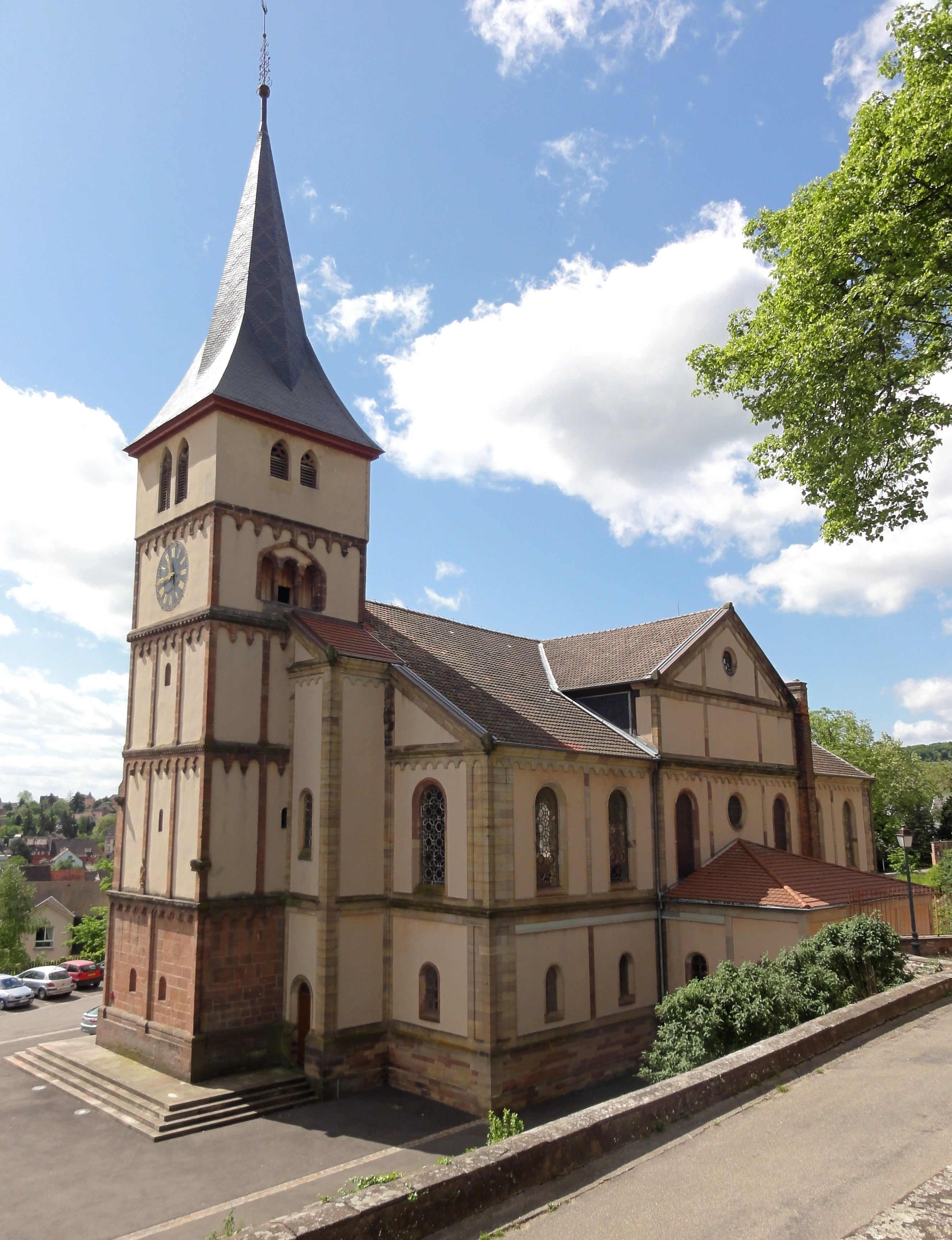
Église protestante Saint-Martin.
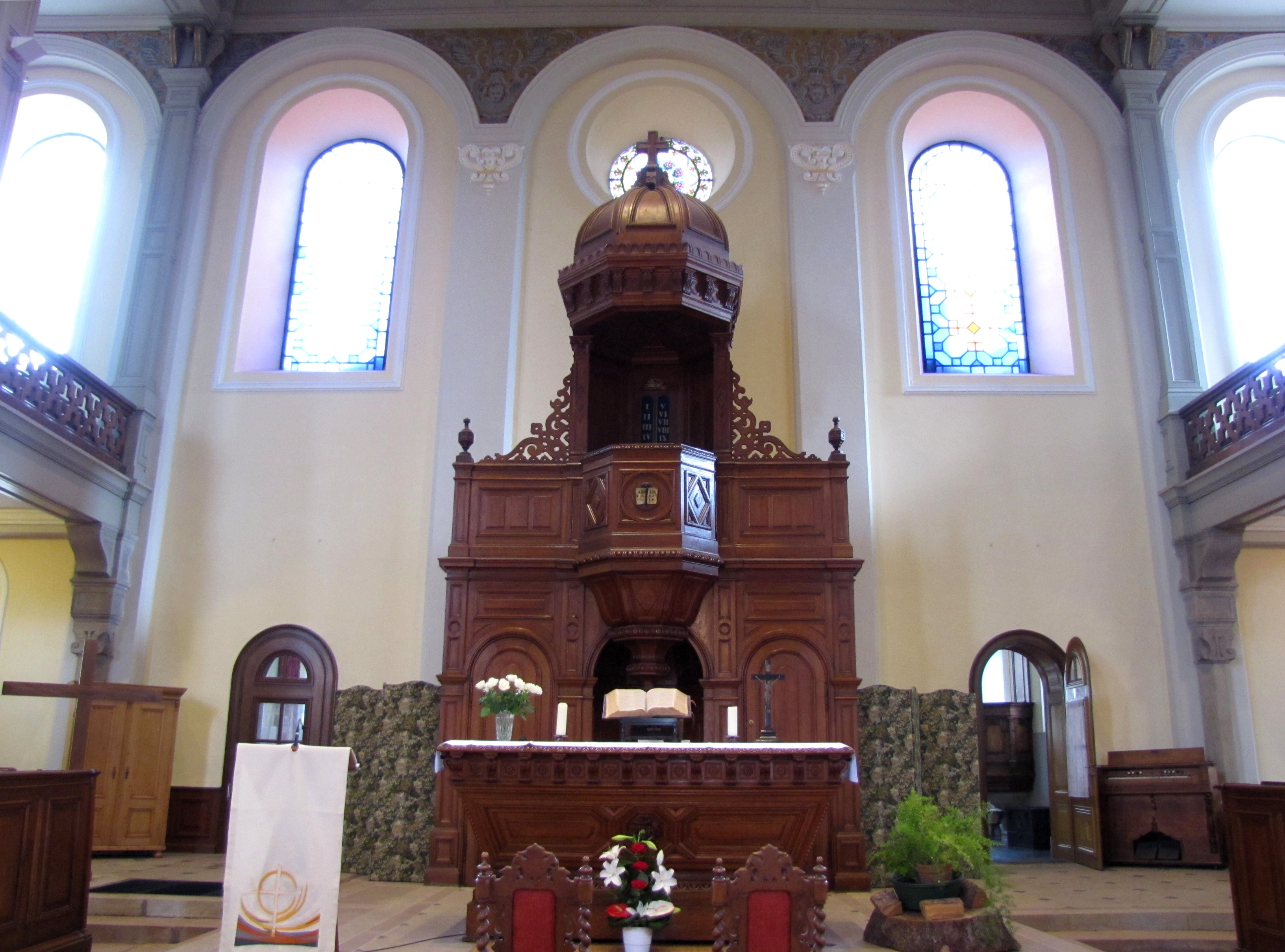
Intérieur de l'église protestante.
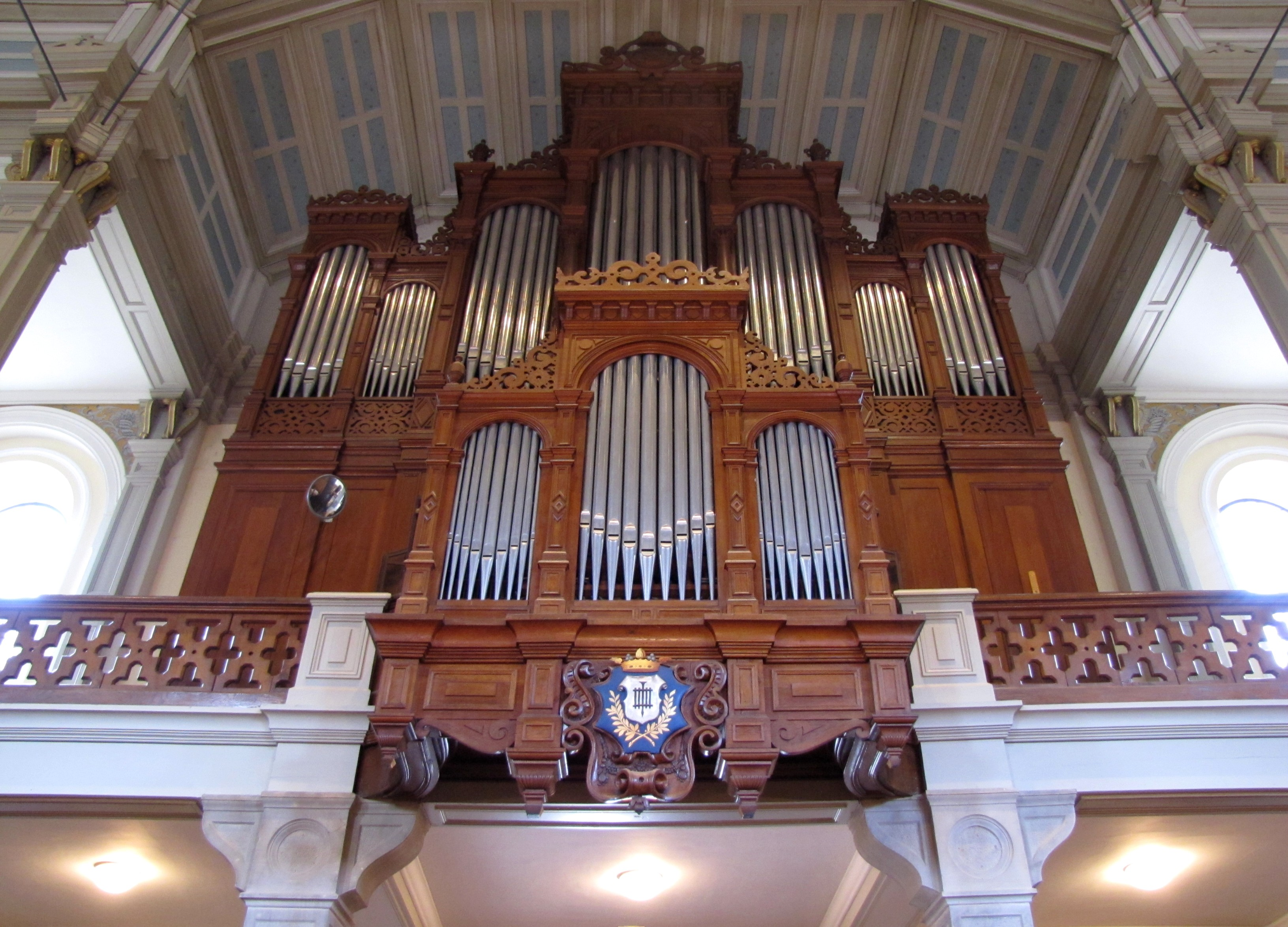
Orgue Stiehr (1852) de l'église protestante.
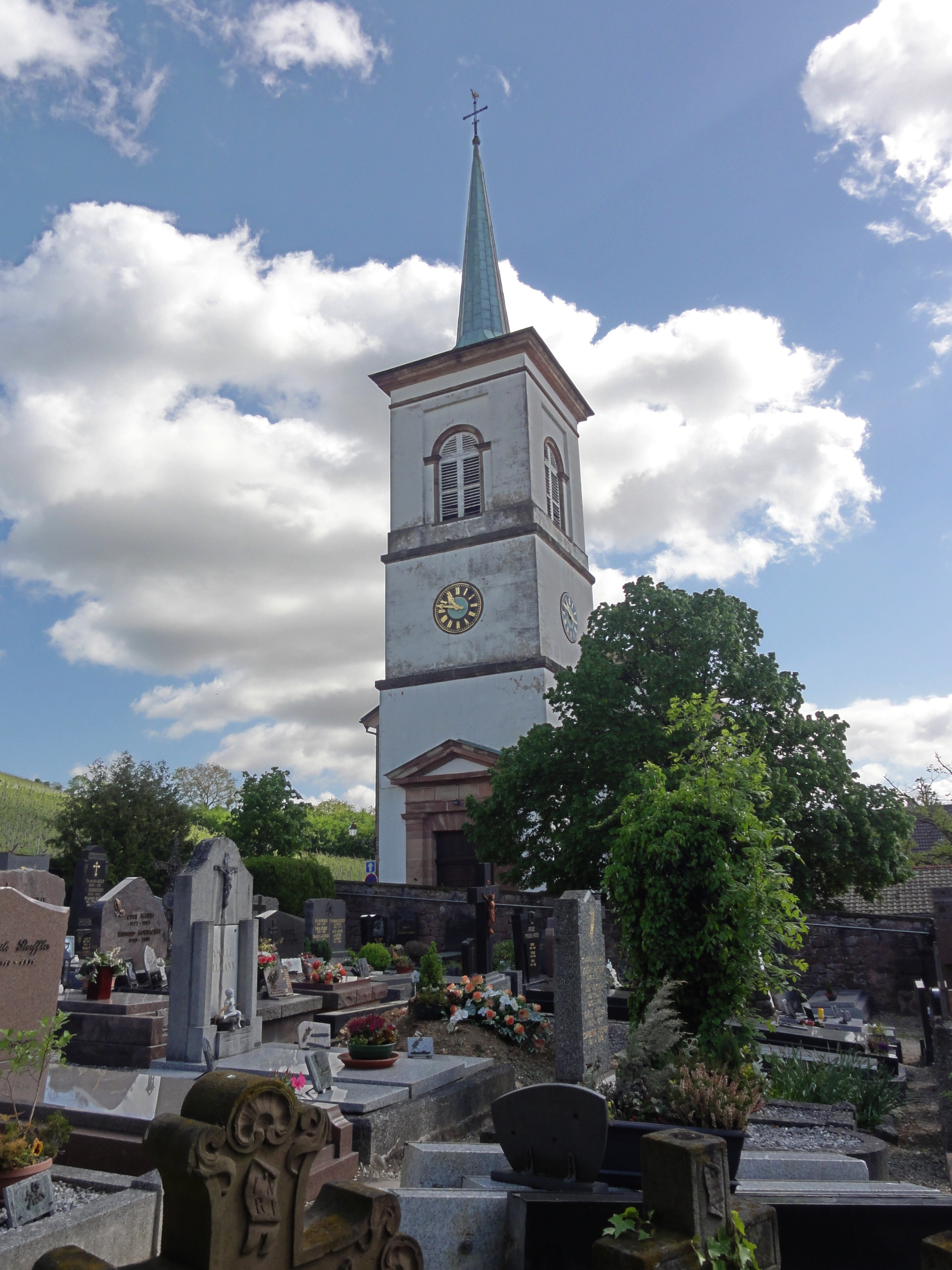
Église catholique Saint-Martin.
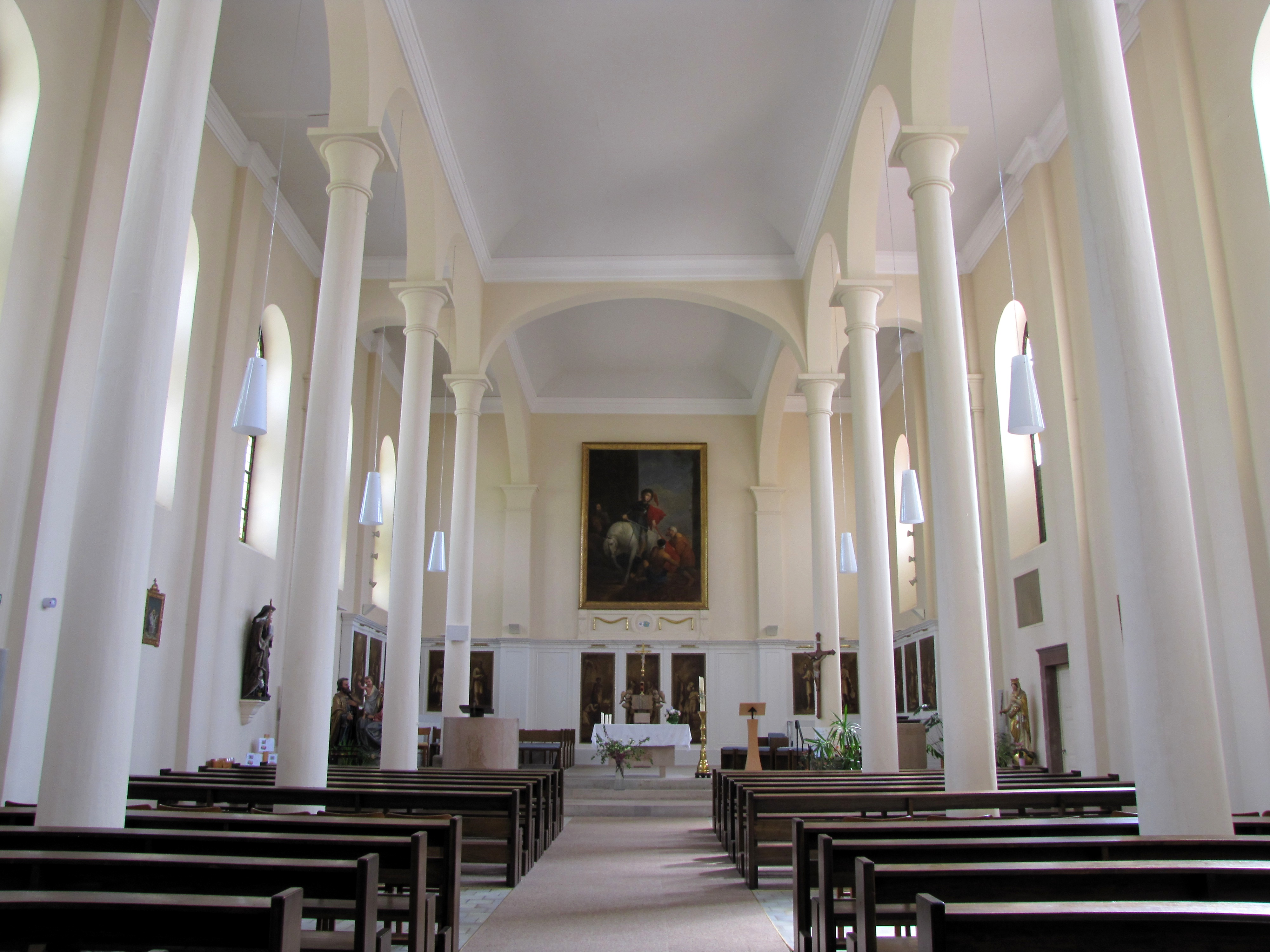
Intérieur de l'église catholique.
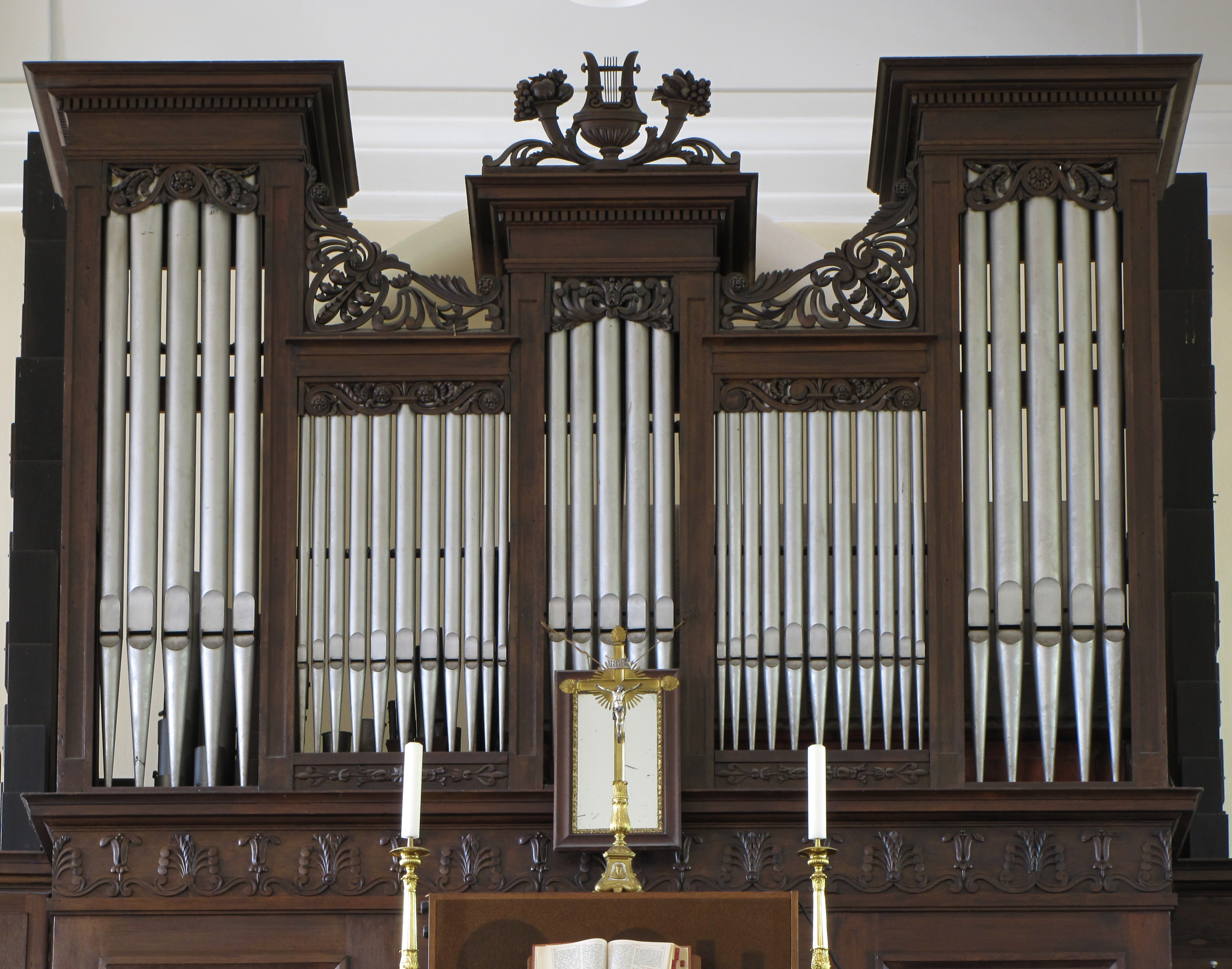
Orgue Kriess et Stiehr-Mockers (1826, 1932) de l'église catholique.
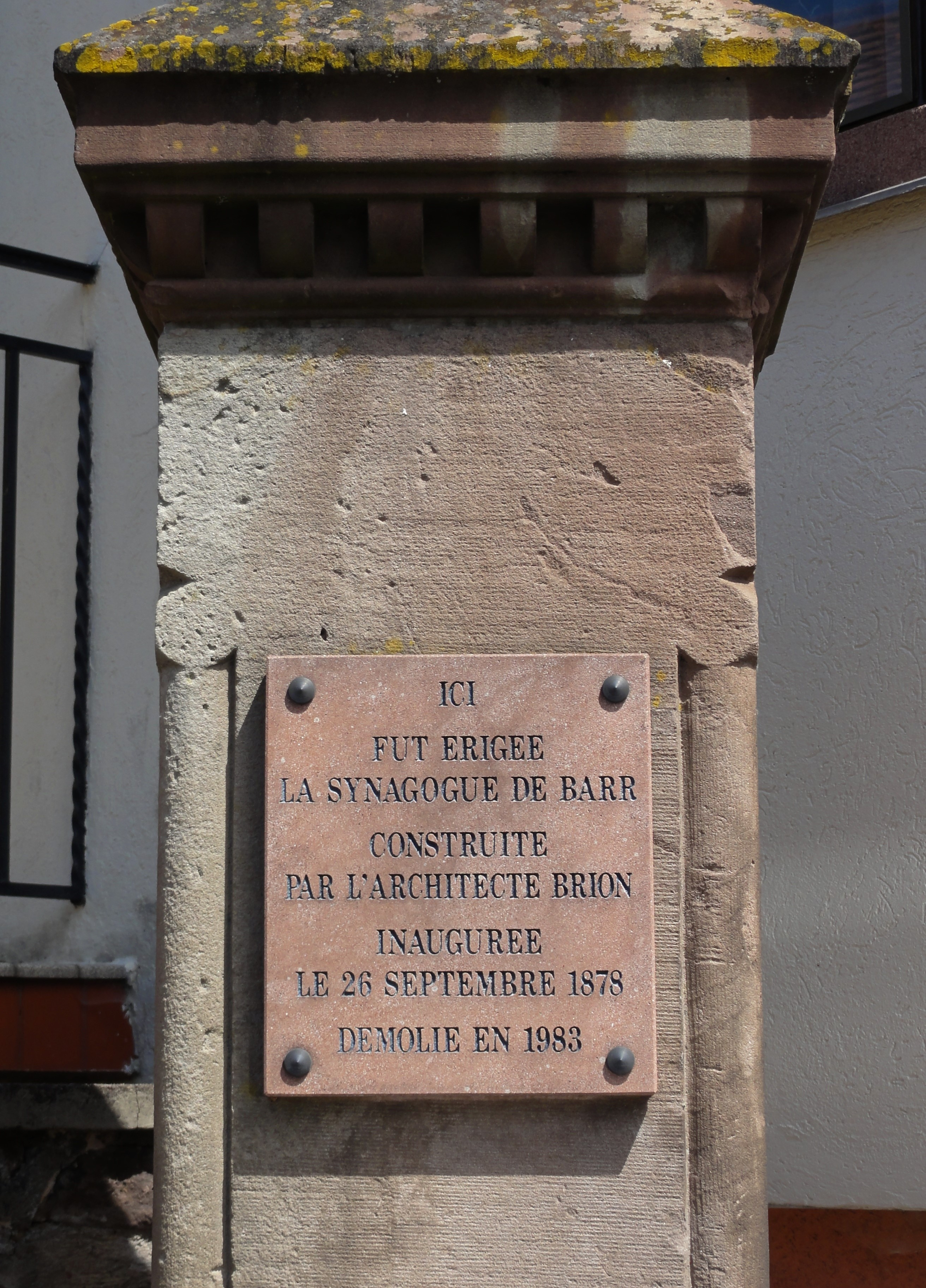
Emplacement de l'ancienne synagogue.

- Hôtel de ville[37],[38],[39].
- Relais de poste dit poste aux chevaux[40].
- Le musée de la Folie-Marco[41].

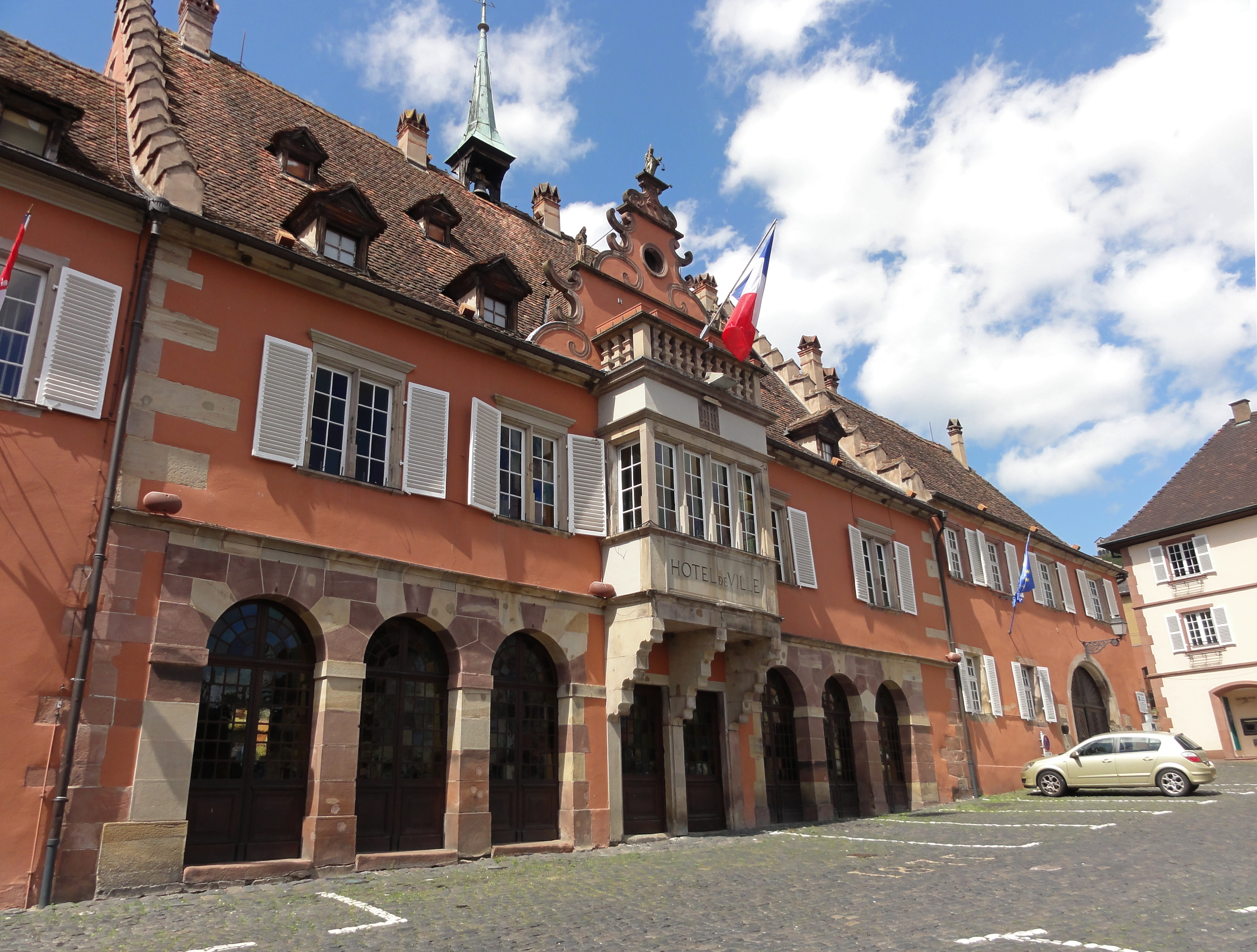
Hôtel de ville (1641).
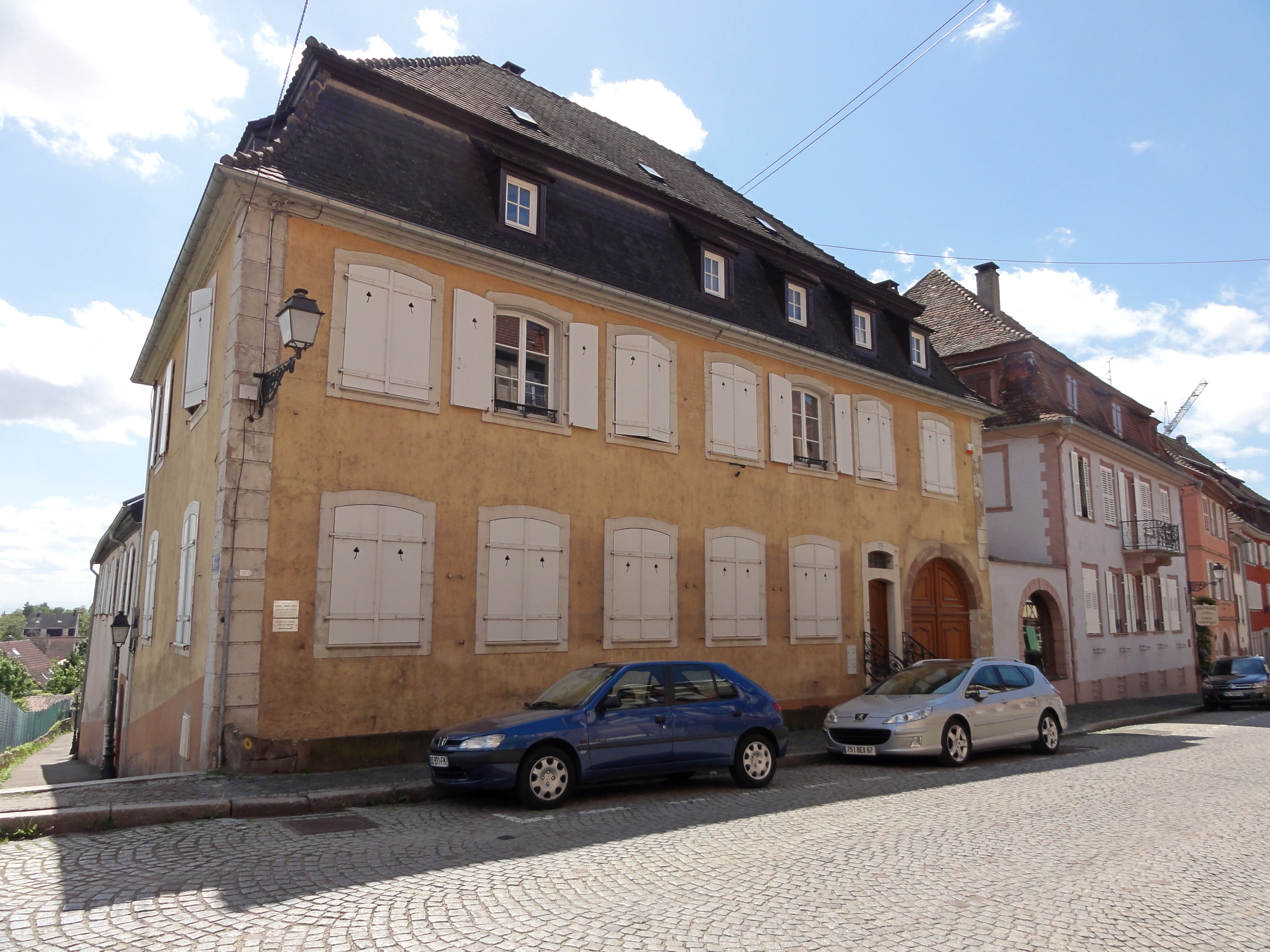
Ancien relais de poste (1769), 13, rue du Docteur-Sultzer.
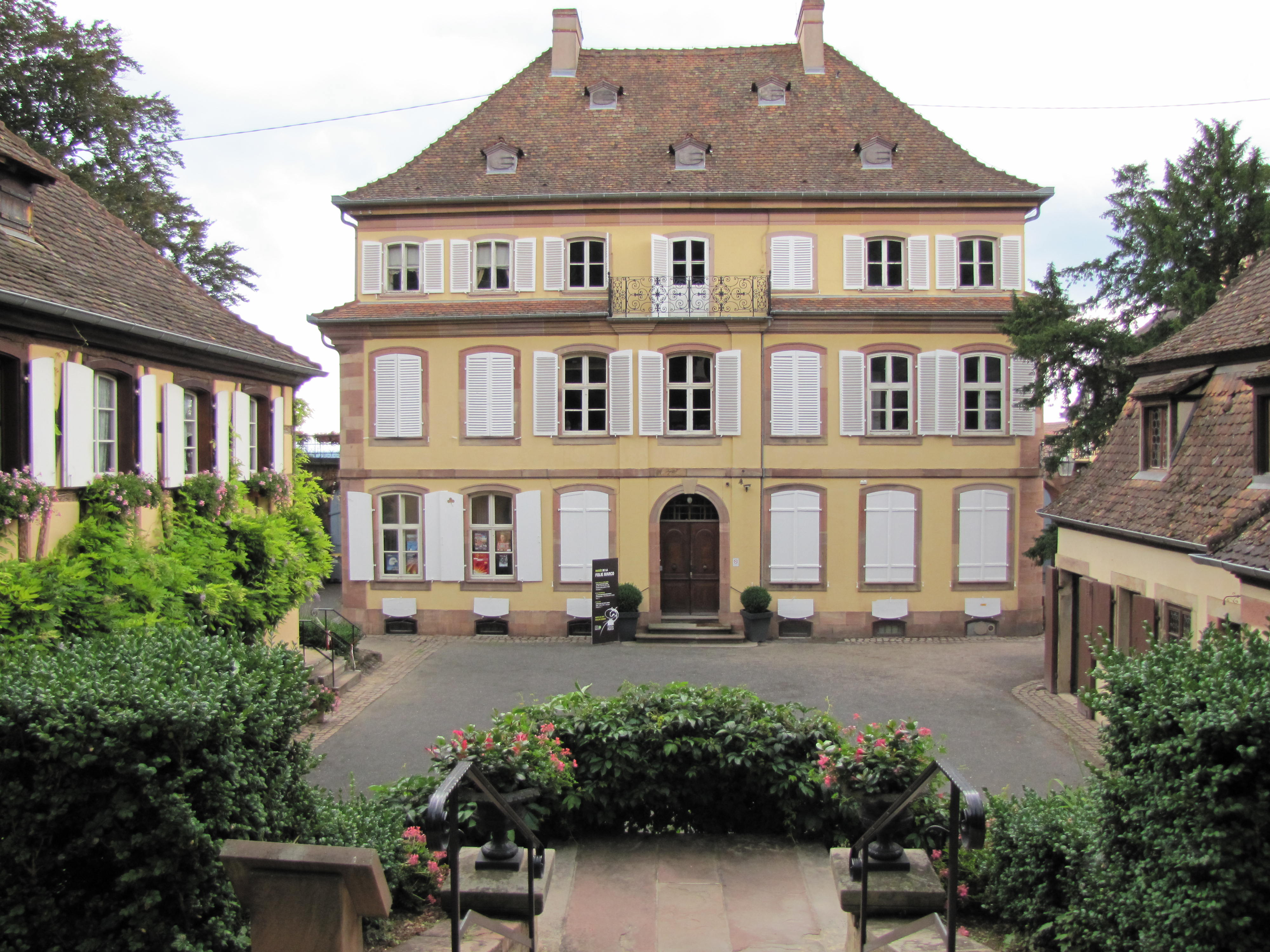
Musée Folie-Marco (1763).
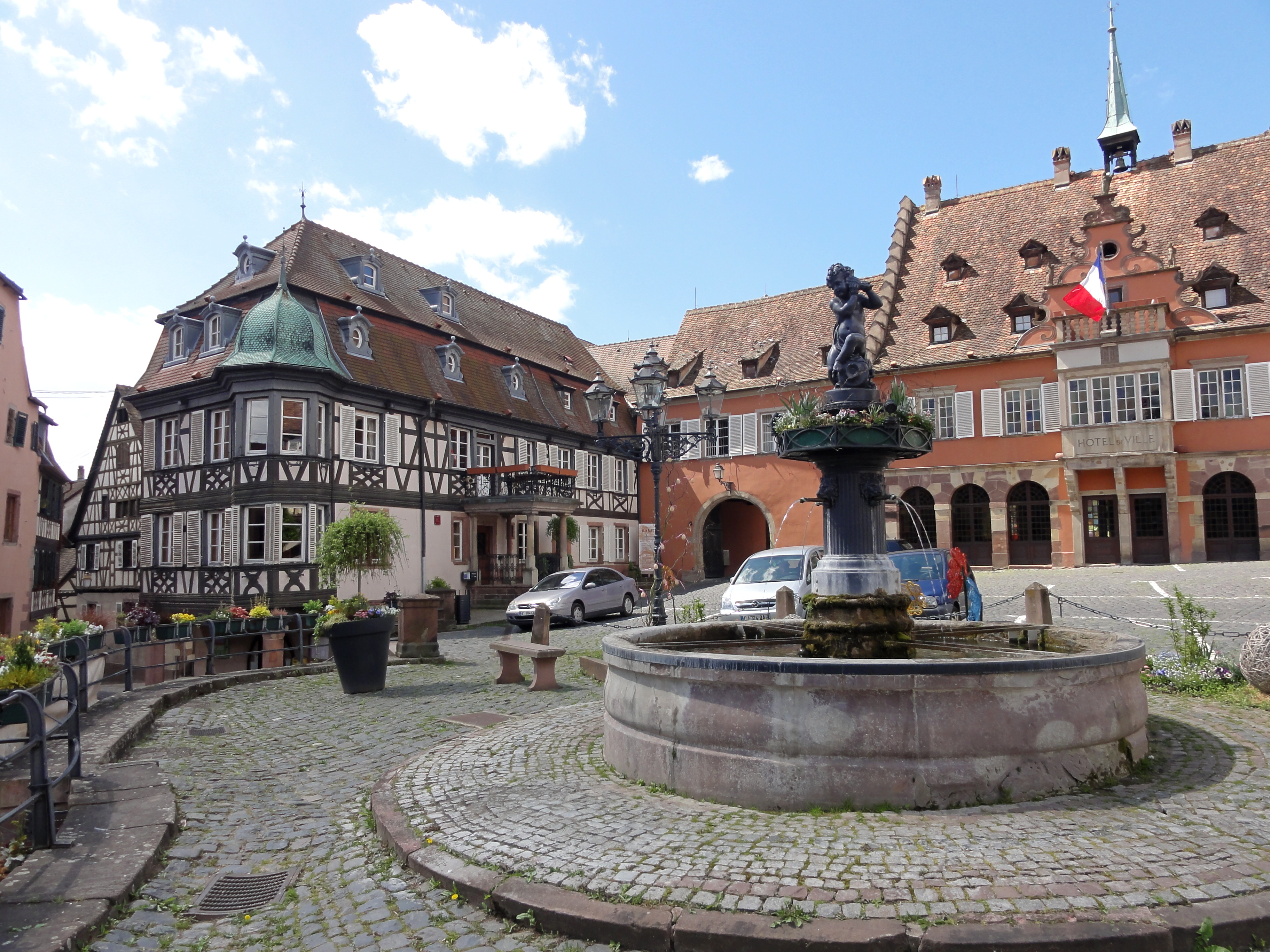
Fontaine de la place de l'Hôtel-de-Ville (1876).

### Personnalités liées à la commune
- Émile Bieckert (Don Emilio), qui introduisit la fabrication de la bière en Argentine.
- Richard Hartmann, natif de Barr, constructeur de locomotives, qui fonda à Chemnitz une grande fabrique de locomotives.
- Édouard Schuré, écrivain ésotérique.
- Jean Hermann, médecin et naturaliste dont le cabinet d'histoire naturelle a donné naissance au Musée zoologique de l'ULP et de la ville de Strasbourg.
- Jean-Frédéric Hermann (1743-1820), son frère, député du Bas-Rhin et maire de Strasbourg.
- Jean-François Marande (1799-1854), homme politique né à Barr, député du Haut-Rhin de 1845 à 1846.
- Charles Dietz-Monnin (1826-1896), homme politique né à Barr.
- Martin Feuerstein, artiste-peintre, né le 6 janvier 1856 à Barr et décédé le 13 février 1931 à Munich.
- Paul Schmitthenner, architecte allemand et professeur d’Université.
- Charles Alexis Vandenberg (1858-1942), général de division commandant le 10e corps d'armée, était à Barr en 1918, très apprécié de la population.
- Ceslav Sieradzki, (1925-1941) adolescent résistant abattu à 16 ans au camp de sureté de Vorbruck-Schirmeck.
- Pisla Helmstetter (1926-2013), mémoire de la communauté tzigane d’Alsace.
- Jean Joho, grand cuisinier français expatrié aux États-Unis[42].
- Willard Bowsky (1907-1944) animateur américain aux Fleischer Studios, a travaillé sur des dessins animés Betty Boop, Popeye et Superman, est mort près de Barr en tant que soldat.
- Jean-Jacques Werner (compositeur), 1935-2017, compositeur et chef d'orchestre, a passé les dernières années de sa vie à Barr, où il est décédé le 22 octobre 2017.
- Alphonse Grün, avocat français décédé à Barr en 1866.
- Catherine Poulain (1960-), écrivaine française.

### Culture

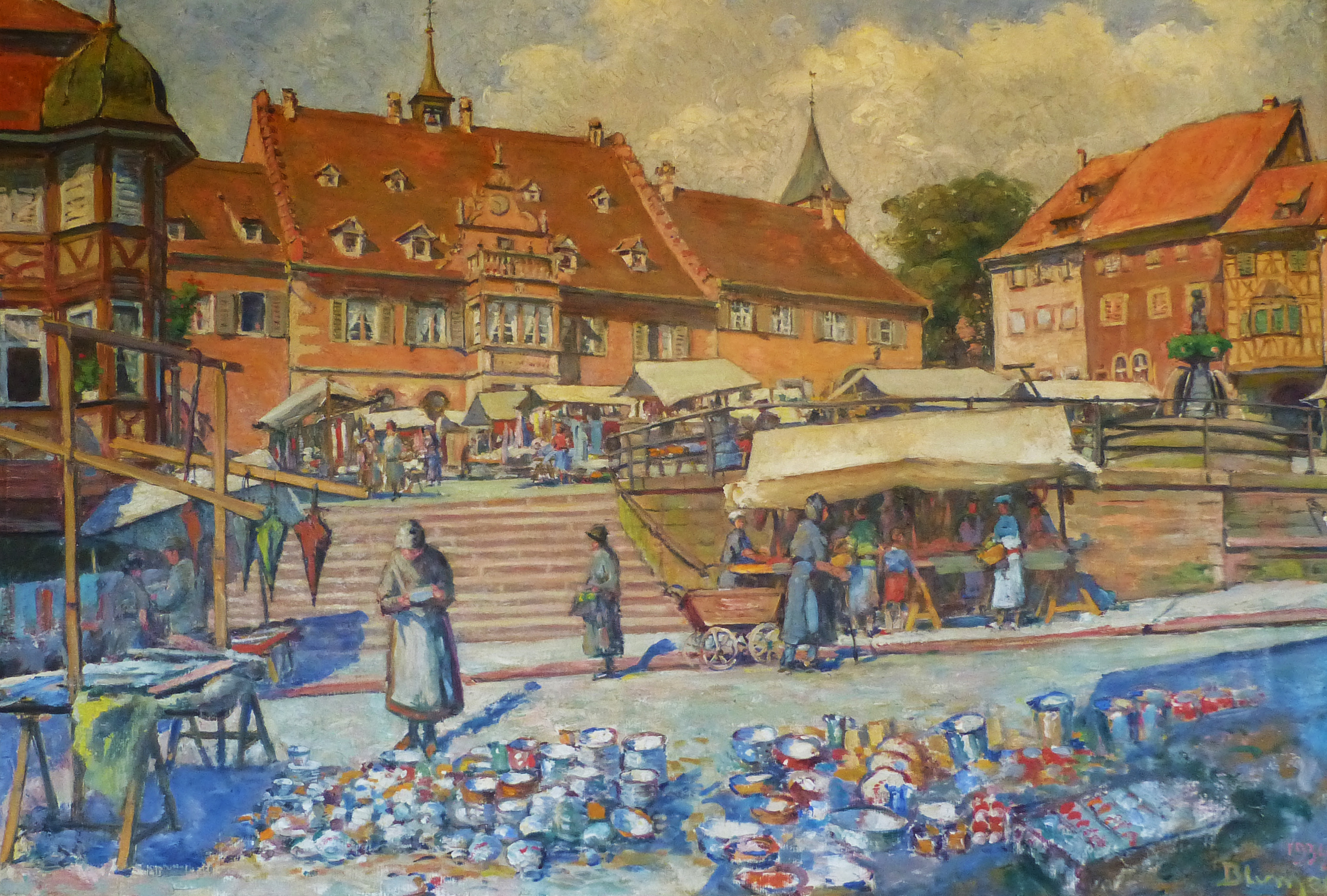
Vue de Barr par Lucien Blumer (1934).

- La musique municipale Union de Barr existe depuis 1863.
- Le film de Tony Gatlif, Je suis né d'une cigogne (1999), avec Romain Duris et Rona Hartner, comporte des prises de vue tournées dans le paysage barrois[43].

### Environnement
La commune abrite une partie de la « forêt du Landsberg », propriété d'un groupement forestier familial, gérée par 6 gestionnaires depuis 1800. La forêt s'étend sur 158 hectares (dont près de 25 ha improductifs), répartis sur 3 communes (Heiligenstein, Barr et Obernai). Elle fait l'objet d'une gestion dite « proche de la nature » (selon les principes sylvicoles recommandés par Prosilva), sans coupes rases. Elle a été certifiée FSC en décembre 2000 et PEFC en décembre 2002.

### Héraldique
| Blason de Barr (Bas-Rhin) | Blason  | D'argent à la herse de sable. |
| Blason de Barr (Bas-Rhin) | Détails | La herse du blason de Barr symbolise le rôle ancestral de cette cité comme ultime barrière sur le chemin vers le mont Sainte-Odile, jadis lieu sacré occupé par des druides. |